# Tyler Linderbaum
Tyler Linderbaum (Solon, 7 aprile 2000) è un giocatore di football americano statunitense che milita nel ruolo di centro per i Baltimore Ravens della National Football League (NFL).

## Carriera universitaria
Linderbaum iniziò la carriera ad Iowa come defensive lineman prima di passare nel ruolo di centro nel 2019. Quella stagione partì come titolare in tutte le 13 partite. Fece ritorno come titolare nel 2020, venendo premiato come All-American e fu finalista del Rimington Trophy. Nel 2021 fu nominato Rimington–Pace Offensive Lineman of the Year e vinse il Rimington Trophy, venendo votato unanimemente All-American.

## Carriera professionistica
Linderbaum fu scelto come 25º assoluto nel Draft NFL 2022 dai Baltimore Ravens. Debuttò come professionista partendo come titolare nella gara del primo turno vinta contro i New York Jets. La sua prima stagione si concluse disputando tutte le 17 partite come titolare, venendo inserito nella formazione ideale dei rookie dalla Pro Football Writers of America.. Nel 2023 fu convocato per il suo primo Pro Bowl.

## Palmarès
- Convocazioni al Pro Bowl: 1

2023, 2024
- PFWA All-Rookie Team - 2022